# Guy Legay
Pour les articles homonymes, voir Legay.
Guy Legay, né le 18 décembre 1939 à Pontgibaud dans le Puy-de-Dôme, est un chef cuisinier français.

## Biographie
Guy Legay entre en apprentissage en 1956 à La Belle meunière à Royat chez Lucien Bon. Le CAP obtenu, il travaille au Casino de Charbonniéres, Maxim's, le Bristol. De 1966 à 1980 il dirige les cuisines du restaurant Ledoyen à Paris. De 1980 à 2000 il est directeur des cuisines de l'hôtel Ritz à Paris.
Le guide Michelin lui attribue deux étoiles quand il travaille chez Ledoyen et au Ritz. En 2000 il crée la société Legay cuisine conseil international.
Il a formé de nombreux chefs devenus des cuisiniers étoilés ou Meilleur ouvrier de France,.
Il est conseiller pour le film Les Saveurs du palais. Il a été sélectionneur des candidats de l'émission télévisée Top Chef.
- Prix Prosper Montagné 1966
- Prix pierre Taittinger 1968
- Prix Trophée National de cuisine 1970
- Meilleur Ouvrier de France 1972
- Premier lauréat des Ailes de la gastronomie en 1990
- Élu « Toque de l’Année 2020 » par les Toques Françaises

## Décorations
- Commandeur de la Légion d'honneur, 2023[9], Officier de 1999[10],  Chevalier 1986.
- Commandeur de l'ordre national du Mérite, 2005[11]
- Commandeur de l'ordre du Mérite agricole[12]
- Officier de l'ordre des Palmes académiques, décret du 10 juillet 2015
- Medaille de bronze de la jeunesse, des sports et de l'engagement associatif
- Croix du combattant
- Diplome de reconnaissance de la Nation
- Médaille de vermeil de la ville de Paris[13]

## Élèves
Il a notamment formé :
- Émile Jung
- Michel Roth
- Philippe Legendre
- Christian Constant
- Christian Le Squer
- Gualtiero Marchesi

## Publications
- Le Nouvel Art culinaire français, collectif, préfacé par Paul Bocuse, Flammarion, 2012
- La cuisine au vin de champagne  (collectif )
- La cuisine de Guy Legay, éditions De Borée, 2018[14] (prix spécial du Jury aux Gourmand World Cookbook Awards 2019[15])
- Hôtel Ritz - Guy Legay coffret, éditions Lamboley, coll. « Les épicuriennes »
- Les Sauces de Guy Legay, préface de Christian  Constant, éditions De Borée,-2023 Prix Edouard Nignon, 2020 (prix Recettes Professionnelles du MOF 2021[16])
- « Réflexions sur la cuisine de demain », dans La cuisine de demain vue par 50 étoiles d’aujourd’hui (dirigé par Kilien Stengel), L'Harmattan, 2021
- Chefs, préface de Cyril Lignac, éditions De Boré, 2022:Prix de l' Académie Nationale de cuisine, Ouvrage pédagogique et de transmission